# 丁冲
丁冲（？—不早於196年），沛国（郡治相县在今安徽省淮北市）人，于东汉末年三国初期效力于曹操，官至司隶校尉。其子丁仪、丁廙都是著名文士，因结交曹植而被曹丕诛杀。

## 生平
丁沖在興平年間為黃門侍郎，曾與楊琦、鍾繇等謀劃誘使李傕部下殺死李傕，但不成功，後跟隨汉献帝逃離長安。丁冲与曹操都是沛国人，两人素来熟识。丁冲在張楊還軍河內時，曾致书给曹操，劝其当时正是匡佐汉帝的时期。曹操领军将献帝迁都许县，封丁冲为司隶校尉。后来丁冲数次与人饮酒，因美酒而不能止，最终肠烂而死。
曹操因为他之前的开导，常感激其恩德，听说丁冲之子丁仪是有才之士，虽然没见过面就想把女儿嫁给他。不过曹丕认为丁仪有眼疾，劝阻了此事。丁仪之后交结曹植与曹丕争嗣，曹丕继曹操魏王位后即加罪诛杀了丁氏兄弟及家中所有男子。